# Ivan Demidov (hockey sur glace)
Pour les articles homonymes, voir Demidov et Ivan Demidov.
Ivan Alekseïevitch Demidov (en russe : Иван Алексеевич Демидов), né le 10 décembre 2005 à Serguiev Possad en Russie, est un joueur professionnel russe de hockey sur glace. Il évolue au poste d'attaquant pour les Canadiens de Montréal.

## Biographie

### Carrière en club
Formé au DYUSSH Dmitrov, il rejoint les équipes de jeunes du HK Vitiaz puis du SKA Saint-Pétersbourg. Il débute en junior avec le SKA-Variagui Saint-Pétersbourg dans la MHL en 2021. Le 2 novembre 2022, il joue son premier match en senior dans la KHL avec le SKA Saint-Pétersbourg face au HK Sotchi. Il remporte la Coupe Kharlamov 2024 avec le SKA-1946. 
Il est choisi au 1er tour, en 5e position par les Canadiens de Montréal lors du repêchage d'entrée dans la LNH 2024. Le 5 septembre 2024, il sert sa première assistance dans la KHL avec le SKA face au Metallourg Magnitogorsk. Le 15 septembre 2024, il marque son premier but face au Lada Togliatti. Quatre jours plus tard, face au HK Sotchi, il enregistre deux buts et deux aides pour son premier match professionnel avec plusieurs points au compteur.
Le 4 février 2025, Demidov obtient un 43e point face à l'Ak Bars Kazan. Il fracasse alors le record de Kirill Kaprizov pour le plus grand nombre de points en une saison par un joueur de moins de 20 ans. Il termine sa saison recrue avec 49 points en 65 rencontres, ce qui le place au sommet des pointeurs de son équipe, le SKA.
Éliminé au premier tour des séries éliminatoires de la KHL, le SKA Saint-Pétersbourg choisit de libérer Demidov de son contrat au lieu de l'envoyer dans la MHL, la ligue junior de Russie. Ceci permet à Demidov de signer, le 8 avril 2025, un contrat d'entrée de trois ans dans la Ligue nationale de hockey avec les Canadiens de Montréal pour finir la saison. Le 14 avril 2025, il joue son premier match dans la LNH avec les Canadiens et marque un but et une assistance face aux Blackhawks de Chicago.
Demidov a participé aux séries éliminatoires de la LNH 2025 avec les Canadiens. Il a disputé cinq matchs, enregistrant deux aides . Lors du quatrième match de la série du premier tour contre les Capitals de Washington, il a obtenu deux passes décisives, devenant ainsi le plus jeune joueur de l'histoire des Canadiens à enregistrer un match à plusieurs points lors de ses débuts en séries éliminatoires .

### Carrière en équipe nationale
Il représente la Russie en sélections jeunes.
Demidov a représenté la Russie au niveau international, remportant une médaille d'or au Tournoi Hlinka-Gretzky 2021 et une médaille de bronze au Festival olympique de la jeunesse européenne la même année. En décembre 2024, il a été sélectionné dans l'équipe nationale senior pour la Coupe Channel One, où il a été nommé joueur le plus utile (MVP) du tournoi après avoir inscrit cinq points en deux matchs.

### Distinctions
- Prix Alexeï Cherepanov (Recrue de l'année en KHL) : 2025
- Meilleur pointeur du SKA Saint-Pétersbourg : saison 2024-2025
- Record KHL pour le plus grand nombre de points en une saison par un joueur de moins de 20 ans : 49 points

## Statistiques

### En club
| Saison     | Équipe                | Ligue      |    | Saison régulière | Saison régulière | Saison régulière | Saison régulière | Saison régulière |    | Séries éliminatoires | Séries éliminatoires | Séries éliminatoires | Séries éliminatoires | Séries éliminatoires |
| Saison     | Équipe                | Ligue      | PJ | B                | A                | Pts              | Pun              | PJ               | B  | A                    | Pts                  | Pun                  |                      |                      |
| 2021-2022  | SKA-Variagui          | MHL        | 12 | 6                | 8                | 14               | 13               | -                | -  | -                    | -                    | -                    |                      |                      |
| 2021-2022  | SKA-1946              | MHL        | 13 | 4                | 3                | 7                | 8                | -                | -  | -                    | -                    | -                    |                      |                      |
| 2022-2023  | SKA Saint-Pétersbourg | KHL        | 2  | 0                | 0                | 0                | 0                | -                | -  | -                    | -                    | -                    |                      |                      |
| 2022-2023  | SKA-Variagui          | MHL        | 3  | 0                | 2                | 2                | 4                | -                | -  | -                    | -                    | -                    |                      |                      |
| 2022-2023  | SKA-1946              | MHL        | 41 | 19               | 43               | 62               | 16               | 10               | 5  | 8                    | 13                   | 6                    |                      |                      |
| 2023-2024  | SKA-Neva              | VHL        | 1  | 0                | 0                | 0                | 0                | -                | -  | -                    | -                    | -                    |                      |                      |
| 2023-2024  | SKA Saint-Pétersbourg | KHL        | 4  | 0                | 0                | 0                | 0                | -                | -  | -                    | -                    | -                    |                      |                      |
| 2023-2024  | SKA-Neva              | MHL        | 30 | 23               | 37               | 60               | 20               | 17               | 11 | 17                   | 28                   | 37                   |                      |                      |
| 2024-2025  | SKA Saint-Pétersbourg | KHL        | 65 | 19               | 30               | 49               | 22               | 6                | 3  | 2                    | 5                    | 4                    |                      |                      |
| 2024-2025  | Canadiens de Montréal | LNH        | 2  | 1                | 1                | 2                | 0                | 5                | 0  | 2                    | 2                    | 0                    |                      |                      |
| Totaux LNH | Totaux LNH            | Totaux LNH | 2  | 1                | 1                | 2                | 0                | 5                | 0  | 2                    | 2                    | 0                    |                      |                      |

## Trophées et honneurs personnels
- MHL
  - 2022-2023 : nommé meilleur joueur.
  - 2023-2024 : nommé meilleur joueur.
  - 2023-2024 : termine meilleur buteur des séries éliminatoires.
  - 2023-2024 : termine meilleur pointeur des séries éliminatoires.
  - 2023-2024 : termine meilleur différentiel +/- des séries éliminatoires.

- KHL
  - 2024-2025 : remporte le Trophée Alekseï Tcherepanov de la meilleure recrue.